# Бетгерл (скасований фільм)
«Бетгерл» (англ. Batgirl) — скасований американський супергеройський фільм про однойменну супергероїню. Роль Барбари Гордон виконала Леслі Грейс.

## Акторський склад
- Леслі Грейс — Барбара Гордон / Беттгерл: лінчувальник Готем-Сіті та дочка комісара поліції Джеймса Ґордона[2].
- Дж. К. Сіммонс — Джеймс Ґордон: комісар поліції Готема, батько Барбари та близький союзник Бетмена[3].
- Брендан Фрейзер — Гарфілд Ліннс / Світляк: небезпечний злочинець[4].
- Майкл Кітон — Брюс Вейн / Бетмен: багата світська людина, яка таємно є супергероєм[5].
- Джерні Смоллетт — Діна Лорел Ленс / Чорна канарка[en]

Крім того, Джейкоб Скіпіо, Ребекка Фронт, Корі Джонсон та Ітан Кай зіграли невідомі ролі; останній згадується як «провідний» персонаж.

## Виробництво

### Розробка
У травні 2016 року стало відомо, що персонаж DC Comics, Барбара Гордон/Бетгерл, могла з'явитися в жіночому фільмі " Хижі птахи: Приголомшлива історія Харлі Квін " (2020), головну роль у якому виконала Марго Роббі, граючи Харлі Квін. Зрештою Бетгерл не була включена в картину через розробку сольного фільму з героїнею в головній ролі. Джосс Відон був найнятий у березні 2017 року для написання сценарію, постановки та виробництва фільму. Він мав був почати виробництво в 2018, але покинув проєкт у лютому того ж року, не зумівши придумати для нього сюжет.
Сценаристку «Хижих птахів», Христину Ходсон, було найнято для написання нового сценарію «Бетгерл» у квітні 2018 року. У грудні 2020 року стало відомо, що фільм потенційно може вийти суто на стрімінговому сервісі HBO Max, а не в кінотеатрах, за планом Хамади для Розширеного всесвіту DC, а у квітні 2021 року він був включений до списку фільмів DC, які мали вийти в 2022 або 2023. Аділ Ель Арбі і Білал Фаллах були найняті як режисери фільму через місяць, коли підтвердилося, що він вийде на HBO Max. Крістін Барр, продюсер фільм, сказала, що режисери привнесли в нього нову енергію, яка зробить кіно «веселою поїздкою» по Готем-Сіті і покаже його з іншого боку, ніж у попередніх проєктах DC.

### Знімання
Основне знімання почали в Глазго 30 листопада 2021 під робочою назвою «Cherry Hill». Джон Метісон виступає оператором.

### Музика
У вересні 2021 року Наталі Холт оголосила, що напише музику до фільму.

## Маркетинг
Ель Арбі, Фаллах, Ходсон та Грейс представляли фільм на віртуальному заході DC FanDome у жовтні 2021 року, де обговорили свою підготовку до знімання та показали концепт-арт. Грейс вперше показала себе в костюмі Бетгерл у січні 2022.

## Вихід
Фільм планувався до виходу в 2022 на стрімінговому сервісі HBO Max.

## Скасування
У серпні 2022 року Warner Bros. Discovery оголосила, що більше не планує випускати фільм на HBO Max або в кінотеатрах.